# Метростанция „Фредерик Жолио-Кюри“
Метростанция „Фредерик Жолио-Кюри“ е станция на Софийското метро. Станцията се обслужва от линии М1 и М4 и е въведена в експлоатация на 8 май 2009 г.

## Местоположение
Станцията е подземна, плитко заложена, разположена под бул. „Драган Цанков“, на кръстовището му с ул. „Фредерик Жолио-Кюри“. Намира се недалеч от няколко посолства, край Интерпред – Световен търговски център София. Дължина на перона 105 м. Метростанцията обслужва жилищната зона на ж.к. „Изгрев“ и ж.к. „Изток“ и съществуващата Автогара – Юг. Станцията има два вход/изхода.
| № | Име на вход/изход | Достъпност |
| - | ----------------- | ---------- |
| 1 | ж.к. Изток        | асансьор   |
| 2 | ж.к. Изгрев       | рампа      |

## Архитектурно оформление
Архитект на станцията е Петър Попдимитров. Решена е с централен входен вестибюл с подлезни връзки от двете страни на булеварда и жилищните райони край него. Оформена е с вълнообразен окачен таван над перона, стени, облицовани със стъклокерамични елементи и подове от гранитогрес. Основните цветове са синьо, бяло и тъмночервено.
Над метростанцията, където теренът се понижава, е оформен търговски павилион.

## Връзки с градския транспорт

### Автобусни линии
Метростанция „Ф. Жолио-Кюри“ се обслужва от 2 автобусни линии от дневния градски транспорт и 1 линия от нощния транспорт:
- Автобусни линии от дневния транспорт: 67, 413
- Автобусни линии от нощния транспорт: N2